# Уносозеро
Уносозеро — пресноводное озеро на территории Ледмозерского сельского поселения Муезерского района Республики Карелии.

## Общие сведения
Площадь озера — 2,2 км², площадь водосборного бассейна — 13,4 км². Располагается на высоте 149,2 метров над уровнем моря.
Форма озера лопастная, продолговатая: оно вытянуто с севера на юг. Берега изрезанные, каменисто-песчаные, местами заболоченные.
С юго-восточной стороны озера вытекает безымянный водоток, впадающий с левого берега в реку Тикшозерку, втекающую в озеро Момсаярви. Через последнее протекает река Чирко-Кемь.
В озере расположены два безымянных острова.
Вдоль южного берега озера проходит автодорога местного значения 86К-176 («Тикша — Реболы»).
Код объекта в государственном водном реестре — 02020000911102000005247.